# British Market Research Bureau
British Market Research Bureau ou BMRB est la plus ancienne agence d'étude de marché établie en Angleterre, datant de 1933. La compagnie conduit plusieurs types d'études: médias, politique publique et sociale, clientèle, salariale et divers autres.